# Pentene
Pentene (auch Amylene genannt) sind Kohlenwasserstoffe mit der Summenformel C5H10, die über eine Kohlenstoff-Kohlenstoff-Doppelbindung (kurz C=C-Doppelbindung) verfügen. Sie gehören somit zur Gruppe der Alkene. Es gibt fünf konstitutionsisomere Pentene, von denen Pent-2-en als cis- oder trans-Isomer vorliegen kann. Als Isomerengemisch kommen Pentene in Crackgasen und im Erdgas vor. Ein weiteres Konstitutionsisomer ist das Cyclopentan, das allerdings kein Penten ist.

## Struktur und Eigenschaften
| Gefahrensymbol | Gefahrensymbol | Gefahrensymbol |

| Gefahrensymbol | Gefahrensymbol |

| Gefahrensymbol | Gefahrensymbol |

| Gefahrensymbol | Gefahrensymbol | Gefahrensymbol |

Die Dampfdruckfunktionen ergeben sich nach Antoine entsprechend log10(P) = A−(B/(T+C)) (P in bar, T in K) wie folgt:
| Dampfdruckfunktionen der Pentene |               |         |          |         |
|                                  | T (K)         | A       | B        | C       |
| 1-Penten[8]                      | 285,98–303,87 | 3,91058 | 1014,294 | −43,367 |
| cis-2-Penten[9]                  | 274,74–342,03 | 3,99984 | 1069,229 | −42,393 |
| trans-2-Penten[9]                | 274,18–341,36 | 4,03089 | 1084,165 | −40,158 |
| 2-Methyl-1-buten[10]             | 274,30–335,82 | 3,98652 | 1047,811 | −41,089 |
| 2-Methyl-2-buten[10]             | 276,19–343,74 | 4,04727 | 1098,619 | −39,889 |
| 3-Methyl-1-buten[9]              | 273,37–324,29 | 3,95126 | 1013,575 | −36,32  |

## Gewinnung
Pentene sind Bestandteile in Steinkohlenteer, in Schieferöl, in Crackgasen und Crackbenzin und können durch fraktionierte Destillation gewonnen werden. Bei einer Pyrolyse von Kautschuk bildet sich unter anderen 2-Methyl-but-1-en und 2-Methyl-but-2-en.
Pentene bilden sich durch Dehydratisierung (Eliminierung von Wasser) aus Pentanolen (sog. Amylalkoholen). Auf diesem Weg lassen sich z. B. aus Fuselölen Pentene (sog. Fuselölamylen) gewinnen.

## Verwendung
Pentene werden zur Synthese von Amylphenolen, Isopren und Pentanolen eingesetzt, sowie zur Polymerisation verwendet. Außerdem werden Pentene als Stabilisatoren Chloroform und Dichlormethan zugesetzt, um das unter Luft- und Lichteinfluss entstehende Phosgen abzufangen.